# 蒲郡市立三谷小学校
蒲郡市立三谷小学校（がまごおりしりつ みやしょうがっこう）は、愛知県蒲郡市三谷町迫にある公立小学校。

## 概要
- 「三谷小」（みやしょう）と呼ばれる。
- クラス数は14（うち適性学級2）。
- 卒業生は蒲郡市立三谷中学校へ進学する。

## 沿革
- 1873年（明治5年）3月1日 - 創立。
- 1957年（昭和32年）5月31日 - 鉄筋校舎竣工。
- 1967年（昭和42年） - 鉄筋校舎増築。
- 1970年（昭和45年）7月23日 - プール竣工。
- 1973年（昭和48年） - 三谷東小学校を分立。
- 1975年（昭和50年）2月13日 - 「CBC全国子ども音楽コンクール」合唱の部で合唱部が文部大臣奨励賞（最優秀賞）を獲得。
- 1975年（昭和50年）10月12日 - 「NHK全国音楽コンクール」合唱の部で合唱部が最優秀賞を獲得する。
- 2004年（平成16年）4月1日 - 2学期制を導入。

## 学校行事
- 入学式
- 春の遠足
- 運動会
- 球技指導会
- 修学旅行（6年）
- 学芸会
- 競書会
- 卒業式

## 校区
- 蒲郡市三谷町の一部、豊岡町の一部
- 蒲郡市三谷北通1・4・6丁目の一部、三谷北通2丁目・3丁目全域

## 交通
- JR東海三河三谷駅より徒歩約6分